# 硬六派
硬六派（こうろっぱ）とは、1890年代に対外強硬論を唱えていた対外硬路線を掲げる国家主義・国粋主義的な6党派の連合のこと。「対外硬六派」を略したものである。

## 概要
明治政府が推進する漸進的な条約改正路線を批判する国粋主義者たちは内地雑居への反対運動を通じて次第に連携を強め、1893年（明治26年）に安部井磐根・佐々友房・神鞭知常らによって大日本協会を結成した。彼らは欧米列強が直ちに不平等条約を破棄しないならば、日本も安政条約の原則通りに外国人に対して居留地以外の居住を認めず貿易を統制して、平等条約の締結か外交関係の断絶のいずれかを迫るべきであるとした「条約励行」を唱えた。大日本協会は超党派の団体であり、佐々のように国民協会に所属したまま、大日本協会に属している代議士や大日本協会専属の議員など、所属形態は多様であった。
大日本協会の動きに対して東洋自由党・同盟倶楽部・立憲改進党・国民協会・政務調査会の5党派がこれに呼応して、「日英通商航海条約締結の反対」・「清国への早期開戦」を掲げて共闘を約した。この5党派と大日本協会専属議員を1会派と看做した併せて6つの党派を対外硬六派、略して硬六派と呼んだのである。帝国議会設置以来、衆議院では、自由党・立憲改進党に代表される自由民権運動を継承する民党とこれに反対する国民協会に代表される温和派（吏党）が対立を続けてきたが、ここにおいて初めて民党と吏党の大連合が成立したのである。
これに対して日英通商航海条約の締結を間近に控えた第2次伊藤内閣は警戒感を強め、また衆議院第1党の自由党も条約改正に関しては政府の漸進主義に賛同していたために反発を強めた。地租軽減問題や行政整理では伊藤内閣と自由党も対立関係にあったことから、政局は伊藤内閣・自由党・硬六派による三つ巴の対立構図が形成された。1893年（明治26年）、第2次伊藤内閣は衆議院解散を行って大日本協会会員が外国人を襲撃したことを理由に解散を命じた。だが、硬六派が第3回衆議院議員総選挙後に内閣不信任上奏案を提出したため、翌1894年（明治27年）に再度解散に踏み切った。第4回衆議院議員総選挙最中に日清戦争が始まって自由党・硬六派ともに政府との政治休戦を宣言したが、硬六派に対する世論の支持が広がり、同選挙後には無所属議員による大手倶楽部の結成などにより政界再編成が進み、立憲改進党・国民協会・立憲革新党・中国進歩党・帝国財政革新会・大手倶楽部の6党派による新たな硬六派が形成されることになった。
硬六派は日清戦争中は政府に協力的な姿勢を示したが、三国干渉を政府が受け入れた事を非難し、戦後は倒閣への動きを見せ始める。ここに至って伊藤内閣と議会内で孤立した自由党が連携を宣言した。これに対して硬六派側も合同して新党を結成する動きを見せ、1896年（明治29年）に国民協会を除く5党派は合同して進歩党となった。吏党色の強かった国民協会は自由党・進歩党のどちらにも与せずに第3党路線を採って「三党鼎立」を目指すが、党勢不振により1899年（明治32年）に解党した。